# Фиака
Фиака (род. ок. 415 года, умер в 520 году) — святой, главный епископ Лейнстерский, поэт, основатель двух церквей. День памяти — 12 октября.
Святой Фиака (Fiace), или Фиех (Fiech) был епископом. Его отец, Мак Дара (MacDara) был князем Уи Байррхе, что в землях вокруг Карлоу. Его мать была сестрой Дубтах мокку Лугаря, Верховного оллама Ирландии, первого из обращённых св. Патриком на холме Тара и друга апостола Ирландии на протяжении всей его жизни. Святой Фиака, ученик своего дяди в профессии барда, вскоре обратился к святой вере. Затем, когда св. Патрик пришёл в Лейнстер, он остановился в доме Дубтаха на территории Уи Кинселла и выбрал Фиакка по рекомендации Дубтаха, чтобы поставить его епископом для обращения Лейнстерского края.
Св. Фиак затем овдовел, его супруга вскоре умерла, оставив ему единственного сына по имени Фиакр (Fiacre). Св. Патрик подарил ему собственноручно написанную азбуку, и святой Фиака с удивительной быстротой овладел наукой, необходимую для постановки во епископа. Св. Патрик хиротонисал святого во епископа и впоследствии поставил его главным епископом провинции. Св. Фиакка основал храм в селении Домнах-Фиех (Domnach-Fiech), что на востоке от Барроу. Др. Хили отождествляет это место с Килиби (Kylebe). Этому храму св. Патрик даровал облачение, колокол, Апостольские послания св. апостола Павла и пастырский посох. После многих лет строгой жизни в тех краях св. Фиака по ангельскому зову перешёл в места к западу от Барроу, чтобы «обрести там место для своего воскресения». Предание гласит, что он благословил выстроить молельню. Он спросил св. Патрика, и тот определил место для нового храма в Слетти (Sletty) — «на горе» — в полутора милях на северо-запад от Карлоу.
Святой Фиака составил гимн святому Патрику.
Иногда св. Фиаку путают со св. Феокой.